# یودی آدام
یودی آدام (انگلیسی: Udi Adam؛ زادهٔ ۲۲ ژانویهٔ ۱۹۵۸) سرلشکر بازنشسه نیروهای دفاعی اسرائیل است، که در فاصله سال‌های ۲۰۰۵ تا ۲۰۰۶ فرماندهی شمالی اسرائیل را برعهده داشت. سرلشکر یکوتیئل آدام پدر اوست.
وی فعالیت نظامی را از سال ۱۹۷۶ در سپاه زرهی نیروی زمینی اسرائیل آغاز کرد. او از ۱۹۹۷ تا ۱۹۹۹ فرمانده تیپ ۵۰۰ کفیر بود، از ۱۹۹۹ تا ۲۰۰۱ فرماندهی تیپ ۴۶۰ بینئی را برعهده داشت و در فاصله سال‌های ۲۰۰۱ تا ۲۰۰۵ به‌عنوان رئیس اداره فناوری و لجستیک اسرائیل فعالیت می‌کرد.